# Mitsubishi F-2
Mitsubishi F-2 är ett japanskt jakt- och attackplan som tillsammans med McDonnell Douglas F-15J utgör det viktigaste stridsflygplanet i Japans flygvapen. Planet är baserat på Lockheed Martin F-16, men på grund av det relativt låga antalet tillverkade flygplan och licenskostnader till amerikanska företag är priset klart högre, vilket gjort projektet mycket kontroversiellt.

## Utveckling
År 1987 bestämde det japanska flygvapnet att Mitsubishi skulle få ta fram ett nytt stridsflygplan med F-16C/D som bas för att ersätta de äldre Mitsubishi F-1 attackflygplan och Mitsubishi T-2 skolningsplan som då var i tjänst. Dessutom skulle planet ha en sekundär jaktförmåga. Första flygningen skedde 1995 och 2000 kom planet ut på förbandstjänst.

## Beskrivning
Planet har 25 % större vingyta, och är längre än F-16C. En bromsskärm är installerad i planet som standard, och planet har ett integrerat motmedelssystem. Beväpningen och avioniken består både av inköpta amerikanska och inhemska delsystem. Projektet har varit mycket kontroversiellt då det drabbats av omfattande förseningar och skenande kostnader, vilka lett till att en F-2 kostar åtminstone lika mycket som fyra F-16C block 50. Inga flygplan har blivit exporterade.

## I tjänst
De första planen kom i tjänst 2000, och sammanlagt ska 130 flygplan tillverkas, fördelade på 83 ensitsiga F-2A och 47 tvåsitsiga F-2B. F-2B har full stridsförmåga men lägre bränslelast, och kan användas både för typskolning och operativa uppdrag. Ett av flygplanets viktigaste roller är attacker mot fartyg, vilket är en av orsakerna till planets karakteristiska blåa kamouflage. I japansk tjänst har flygplanet beskrivits som ett "understöds-jaktplan", då attackplan upplevs som offensiva vapen och därför är förbjudna i den japanska grundlagen som trädde i kraft efter andra världskriget. Sammanlagt har 130 flygplan tillverkats.
18 flygplan skadades i samband med en tsunami i mars 2011.

## Varianter
- F-2A Ensitsig variant, i tjänst.
- F-2B Tvåsitsig variant, i tjänst. Kan användas antingen för typskolning eller operativa uppdrag.
- En variant framtagen speciellt för jaktrollen har diskuterats, tillsammans med F-35, F-22 Raptor och F/A-18E/F Super Hornet, som en ersättare för Japans åldrande flotta av F-4EJKai.[7]